# Nemanické duby
Nemanické duby 
je skupina tří památných stromů,
které rostou v těsné blízkosti fotbalového hřiště v obci Nemanice. Tvoří tak výraznou místní dominantu, neboť jsou
snadno viditelné z návsi, obecního koupaliště i hřiště.
Tyto letní duby (Quercus robur) rostou v nadmořské výšce 515 m
a podle měření z roku 2017 dosahují výšky 25 metrů. Po obvodu mají jejich kmeny 510, 370  a 410 centimetrů. Jejich stáří je pak shodně odhadováno na 200 let. Chráněny jsou od roku 2016 pro svůj vzrůst, věk a jako krajinná dominanta.

V září roku 2017 bylo u všech tří dubů provedeno odborné arboristické ošetření.

## Stromy v okolí (do 5 km)
Čepičkovo dub na Pile (2.6 km)

Grafenriedské lípy (3.1 km)

Nuzarovská lípa (3.5 km)

Vranovské jasany (4.2 km)

Vranovské jilmy (4.6 km)